# Just Like a Woman
Just Like a Woman ist ein Filmdrama von Rachid Bouchareb aus dem Jahr 2012 und der erste Teil einer Trilogie über das konfliktbeladene Verhältnis zwischen den Kulturen der arabischen und der westlichen Welt.
Uraufgeführt wurde der Film am 14. Dezember 2012 im französischen Fernsehsender Arte. Firmen aus Frankreich, den USA und dem Vereinigten Königreich waren an der Produktion des Roadmovies beteiligt, u. a. Arte France. In den Hauptrollen sind Sienna Miller und die iranische Schauspielerin Golshifteh Farahani zu sehen. Sie spielen zwei Frauen aus unterschiedlichen Kulturkreisen, die aus ihren gescheiterten Ehen flüchten.

## Handlung
Da sie gerade ihren Job verloren hat und von ihrem arbeitslosen Ehemann betrogen wird, verlässt die attraktive Marilyn voller Zorn und kurzentschlossen ihre Wohnwagensiedlung mit dem Cabriolet. Auch die verheiratete, arabischstämmige Mona ist verzweifelt ob ihrer familiären Situation und flüchtet Hals über Kopf. Der Schmerz, ihre 82-jährige Schwiegermutter durch falsche Medikation versehentlich getötet zu haben, lastet auf ihrer Seele. Obwohl sich die beiden jungen Frauen als Nachbarn nur flüchtig kennen, wollen sie ihren weiteren Weg gemeinsam gehen. Beide lieben Bauchtanz und bessern ihre Haushaltskasse durch Auftritte in drittklassigen Lokalen auf. Marilyns Ziel ist ein Casting für orientalischen Tanz in Santa Fe. Sie erhofft sich davon eine Perspektive für ihre Zukunft.
Da Mona von der Polizei gesucht wird, müssen sie vorsichtig sein und sich unauffällig verhalten. Sie üben für ihre Auftritte am Rande eines Indianerreservats, wo sie campen dürfen. Die Zeltnachbarn zeigen sich allerdings missmutig und äußern sich rassistisch gegenüber Mona. Marilyn nimmt ihre Freundin in Schutz, wird ausfallend und muss dafür Prügel einstecken. Sie wird von zwei Campingplatzbewohnern zusammengeschlagen. Durch die Verletzungen beeinträchtigt kann sie nicht am Casting in Santa Fe teilnehmen. Alle Mühe der vergangenen Tage scheint vergebens gewesen zu sein. Doch Mona springt unter Marilyns Namen ein und ist so erfolgreich, dass sie ein Zertifikat erhält, ausgestellt auf Marilyn O’Connor. Mona ist durch die Erlebnisse gereift und geläutert und beschließt, nach Chicago zurückzukehren, um sich den Ermittlungsbehörden zu stellen. Marilyn pfeift auf das Zertifikat und schließt sich ihr an, denn immerhin eint sie nun eine innige Freundschaft.

## Hintergrund
Das Filmbudget umfasste rund 2 Mio. Euro. Gedreht wurde in der Millionenmetropole Chicago und im US-Bundesstaat New Mexico.
Der zweite Teil der Trilogie von Rachid Bouchareb, ein Buddy-Movie mit dem Titel Belleville Cop, kam 2016 in die Kinos. Die Dreharbeiten hatten bereits 2012 begonnen. Der Titel des dritten Teils ist noch nicht bekannt.

## Kritiken
„Road Movie über die Erfüllung von Träumen sowie eine schwierige Freundschaft, in der sich zwei Kulturkreise annähern.“

## Auszeichnung
Die beiden Hauptdarstellerinnen erhielten auf dem 14. Filmfestival in La Rochelle, das vom 12. bis 16. September 2012 stattfand, den Preis als beste Darstellerinnen.